# Adis Nurković
Adis Nurković (Velika Kladuša, 28. travnja 1986.) bivši je bosanskohercegovački-kosovski nogometni vratar.
2008. proglašen je najboljim sportašem općine Travnik.

## Karijera

### Klupska karijera
Igrati nogomet je počeo u Krajišniku iz rodne Kladuše. Kasnije brani za bihaćko Jedinstvo za koje je debitirao kao petnestogodišnjak u utakmici protiv Zrinjskog, a zatim i za Slavoniju iz Požege. Nakon Slavonije brani za Krajinu iz Cazina, te za vinkovačku Cibaliju. U Cibaliji nije branio u prvenstvenim utakmicama, pa se vraća u BiH odnosno u NK Travnik.
Za Travnik je branio u 77 prvenstvenih utakmica. U ljeto 2010.  godine prelazi u NK Slaven Belupo. U prvenstvu za Slaven debitira protiv Hajduka 23. travnja 2011. godine. Nakon jedne sezone provedene u Koprivnici prelazi u zenički Čelik. Od 2014. ponovno je vratar Travnika.

### Reprezentativna karijera
Nurković je bio standardni član U-21 reprezentacije BiH. Za A reprezentaciju BiH debitirao je u prijateljskoj utakmici protiv hrvatskog prvoligaša Rijeke 11. veljače 2009. godine. Ukupno je nastupio u tri utakmice.
Početkom listopada 2016., nakon dozvole FIFA-e za promjenu sportskog državljanstva, Nurković dobiva poziv kosovskog izbornika Bunjakija za utakmice s Hrvatskom i Ukrajinom u kvalifikacijama za Svjetsko prvenstvo 2018. godine.

## Vanjske poveznice
- Profil na transfermarkt.co.uk
- Profil na hnl-statistika.com